# Pasji prenosivi venerični tumor
Pasji prenosivi venerični tumor (engl. canine transmissible venereal tumor, akr. CTVT), katkad zvan prenosivi venerični tumor (engl. transmissible venereal tumor, akr. TVT), Stickerov tumor i infekcijski sarkom jest histiocitni tumor pasa i ostalih kanida koji uglavnom zahvaća vanjske genitalije, a prenosi se sa životinje na životinju tijekom kopulacije. Jedan je od samo triju poznatih prenosivih rakova; drugi je vražja lična tumorska bolest, rak koji se javlja u tasmanskih vragova.
Same su tumorske stanice infekcijski agensi, a tumori koji se formiraju nisu genetički povezani sa psom domaćinom. Iako genom CTVT-a potječe od nekog kanida (vjerojatno psa, vuka ili kojota), on sada zapravo živi kao jednostanični, aseksualno reproduktivni (ali spolno prenosivi) patogen. Sekvencijska analiza genoma sugerira da se odvojio od kanidâ prije 6000 godina; vjerojatno puno ranije. No najbliži zajednički predak postojećih tumora još je bliži: vjerojatno je potekao prije 200 do 2500 godina.
Pasji TVT isprva je opisao ruski veterinar M. A. Novinski (1841. – 1914.) 1876. godine kada je demonstrirao da se tumor može transplantirati s jednog psa na drugog inficiravši ih tumorskim stanicama. Stickerov sarkom najstarija je poznata linija raka i usto je trenutačno najbolji model stanica infekcijskog raka. Sarkom je nazvan po Antonu Stickeru (1861. – 1944.), njemačkom veterinaru i liječniku koji je između 1902. i 1905. proveo opsežna ispitivanja naravi ovog tumora na institutu u Frankfurtu na Majni kojim je ravnao Paul Ehrlich.

## Biologija
CTVT je histiocitni tumor koji se može prenositi među psima putem koitusa, lizanja, grizenja i njušenja područja zaraženih tumorom. Koncept da je tumor prirodno prenosiv kao alograft nastao je na osnovi triju važnih opservacija. Prvo, CTVT se može eksperimentalno inducirati jedino transplantiranjem živih tumorskih stanica, a ne ubijenim stanicama ili staničnim filtratima. Drugo, tumorski je kariotip aneuploidan, no nema karakterističnih markerskih kromosoma ni u jednom tumoru prikupljenom u raznim geografskim regijama. Treće, insercija dugačkog razasutog jezgrenog elementa (LINE-1) blizu c-myca je pronađena u svim dosad proučenim tumorima i može se rabiti kao dijagnostički marker za potvrdu da je tumor CTVT.
Stanice CTVT-a imaju manje kromosoma od normalnih stanica. Pasje stanice obično imaju 78 kromosoma; tumorske stanice CTVT-a sadrže 57-64 kromosoma koji su vrlo različiti u izgledu od normalnih pasjih kromosoma. Svi su pasji kromosomi osim X-a i Y-a akrocentrični, dakle imaju centromeru vrlo blizu jednog kraja kromosoma, dok su mnogi kromosomi CTVT-a metacentrični ili submetacentrični, dakle imaju centromeru bliže sredini. Ne postoji dokaz da tumor uzrokuje virus ili virusu sličan organizam. Infekcijski agens pasjeg prenosivog veneričnog tumora jest sama stanica raka a tumor je klonalna porijekla. Sve tumorske stanice ovog tipa raka dijele ekstremno sličan genetički kod koji je često ako već ne uvijek nepovezan s DNA svojega domaćina. Specifično govoreći, element LINE-1 (engl. long interspersed nuclear element) u tumorskim stanicama nalazi se na različitoj lokaciji u odnosu na normalnu pasju DNA. Ovime je demonstrirano da tumori ne nastaju iz zasebnih kancerogenih transformacija u pojedinim životinjama. Maligne se tumorske stanice umjesto toga prenose s jednog psa na drugog.
CTVT je najčešće viđen u seksualno aktivnih pasa u tropskim i suptropskim klimatskim predjelima. Bolest se širi pri parenju pasa a može se čak prenijeti između ostalih vrsta kanida poput lisica i kojota. Do spontane regresije tumora može doći vjerojatno zbog odgovora imunosnog sustava. CCTVT prolazi kroz predvidljiv ciklus: inicijalna faza rasta od četiriju do šest mjeseci (faza P), stabilna faza i faza regresije (faza R), iako neće svi CTVT-ovi regredirati. Tumor često ne metastazira (događa se u oko 5 posto slučajeva), osim u štenaca i imunokompromitiranih pasa. Metastazama su obično zahvaćeni regionalni limfni čvorovi, no može se vidjeti i u koži, mozgu, oku, jetri, slezeni, testisu i mišiću. Biopsija je nužna za dijagnozu.
Uspjeh ove jednostanične linije, koja se smatra najdužom kontinuirano propagiranom staničnom linijom na svijetu, može se pripisati tumorskom načinu prijenosa u specifičnom sustavu domaćina. Premda direktni kontakt općenito nije jako učinkovit način prijenosa, CTVT koristi prednost učinka popularnog oca u domaćih pasa. Pojedinačni mužjak može proizvesti na desetke legala tijekom svojeg života, omogućivši tumoru da pogodi mnogo više ženkâ nego što bi to bio slučaj da je domaćin neka monogamna vrsta. Razumijevanje epidemiologije CTVT-a pružit će uvide u populacije koje mogu iskusiti izloženost CTVT-u i informacije o prevalenciji bolesti. CTVT se češće može naći u umjerenim klimatskim predjelima gdje postoje velike populacije pasa lutalica, no malo se zna o detaljima prijenosa.

## Znakovi i simptomi
U muških pasa tumor pogađa penis ili prepucij. U kuja tumor pogađa vaginu ili labije. Rijetko su pogođeni usta ili nos.  Tumor često ima izgled cvjetače. Znakovi genitalnog TVT-a uključuju iscjedak iz prepucija i u nekim slučajevima urinarnu retenciju zbog blokade uretre. Znakovi nazalnog TVT-a uključuju oronazalne fistule, krvarenje iz nosa i drugi nazalni iscjedak, oticanje lica i povećanje submandibularnih limfnih čvorova.

## Terapija
Kemoterapija je vrlo učinkovita protiv TVT-a, no sam kirurški zahvat može dovesti do povratka bolesti. Kirurgija može biti otežana zbog lokacije ovih tumora. Prognoza o potpunoj remisiji s kemoterapijom je izvrsna. Najčešće rabljeni kemoterapijski agensi protiv TVT-a su vinkristin, vinblastin i doksorubicin. Terapija zračenjem može biti učinkovita kada kemoterapija ne djeluje.

## Vanjske poveznice
- Transmissible Venereal Tumor u The Pet Health Library
- IVIS—http://www.ivis.org/docarchive/A1233.0405.pdf%5Bneaktivna+poveznica%5D
- Izraelsko veterinarskomedicinsko udruženje—Transmissible Venereal Tumors  Arhivirana inačica izvorne stranice od 5. listopada 2009. (Wayback Machine)
- New Scientist—Riddle of infectious dog cancer solved
- ScienceDaily—Contagious Cancer In Dogs Confirmed; Origins Traced To Wolves Centuries Ago 11. kolovoza 2006. University College London
- LiveScience—Contagious Canine Cancer Spread by Parasites  Arhivirana inačica izvorne stranice od 20. kolovoza 2006. (Wayback Machine) 10. kolovoza 2006., 10:34 am ET (Charles Q. Choi)
- News @ Nature.com—Dog cancer traced back to wolf roots—200-year-old tumour has mellowed with age. Objavljeno online: 10. kolovoza 2006. | DOI:10.1038/news060807-13  (Narelle Towie)
- Veterinary Pathology—Immunohistochemical characterization of canine transmissible venereal tumor  Arhivirana inačica izvorne stranice od 28. rujna 2007. (Wayback Machine) Mozos E, Mendez A, Gomez-Villamandos JC, Martin De Las Mulas J, Perez J. Vet Pathol. Svibanj 1996. 33(3):257–63.